# 현대 모터스포츠
현대 모터스포츠(Hyundai Motorsport)는 현대자동차가 글로벌 모터스포츠 사업을 위해 2012년 12월에 독일 알체나우에 설립한 회사이다. 중남미, 유럽, 동남아시아, 러시아와 한국까지 총 23개국에서 온 200여 명의 팀원들로 구성되어 있다. 

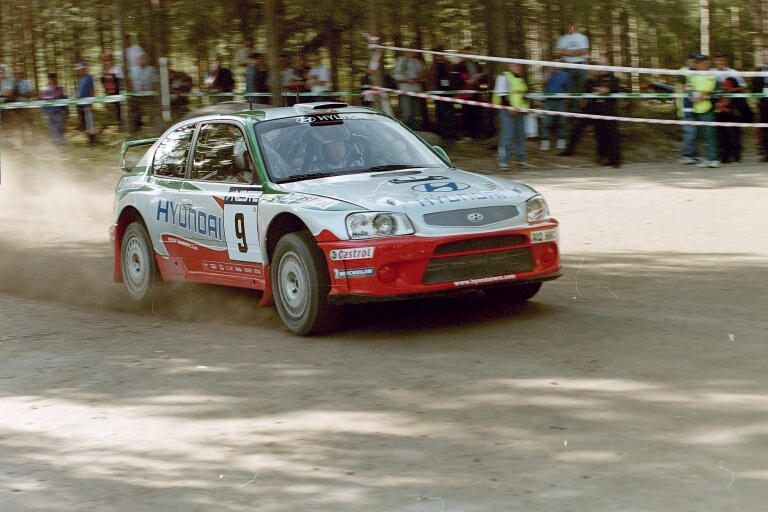
2002 핀란드 랠리에서 케네스 에릭손이 운전하고 있는 엑센트 WRC2

현대 모터스포츠는 주로 WRC의 현대 월드랠리팀을 지원하고 있다. 또한 2015년부터 커스터머 레이싱을 통해 경쟁력있는 투어링 카를 공급하고 있으며 2018년부터 개최하고 있는 WTCR에서 사용중인 현대 i30 N TCR은 총 17회 우승하며 최다 우승 제조사에 올라있다.